# Jeong Sun-ok
Jeong Sun-Ok (em coreano:  정 순옥; 16 de fevereiro de 1955) é uma ex-jogadora de voleibol da Coreia do Sul que competiu nos Jogos Olímpicos de 1976.
Em 1976, ela fez parte da equipe sul-coreana que conquistou a medalha de bronze no torneio olímpico, no qual atuou em cinco partidas.